# Cubocephalus caligneus
Cubocephalus caligneus är en stekelart som beskrevs av Henry Keith Townes, Jr. 1962. Cubocephalus caligneus ingår i släktet Cubocephalus och familjen brokparasitsteklar. Inga underarter finns listade i Catalogue of Life.